# Adam Bartoszewski
Adam Bartoszewski herbu Zadora – sędzia ziemski orszański w 1765 roku.